# Olhos Coloridos (canção)
"Olhos Coloridos" (também conhecida como "Sarará crioulo") é um canção escrita por Macau e lançada em 1982 por Sandra de Sá.

## História
O autor da música, Macau, conta que compôs a música em forma de desabafo após uma abordagem policial truculenta “Eu comecei a olhar o mar e veio, de uma forma única, o texto dos ‘Olhos coloridos’. Eu comecei a chorar, veio na minha mente todo esse texto. Eu corri para casa, peguei o violão e comecei a tocar a canção”, disse o cantor.
A música foi gravada por Macau em uma fita em 1974, mas ficou desconhecida até chegar às mãos de Sandra de Sá, por meio de um produtor e sendo lançada em 1982.